# SC Karl-Marx-Stadt

Logo des SC Karl-Marx-Stadt

Logo des SC Motor

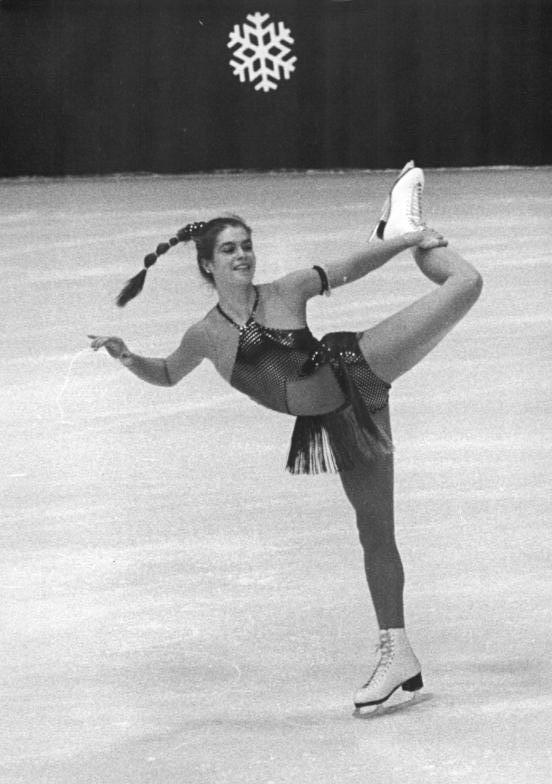
Die zweifache Olympiasiegerin Katarina Witt (hier 1985 bei den DDR-Meisterschaften in Karl-Marx-Stadt) gehört zu den erfolgreichsten Sportlern des SC Karl-Marx-Stadt.

Der SC Karl-Marx-Stadt war ein Sportclub in der Deutschen Demokratischen Republik. Wie alle Sportclubs der DDR war er im Leistungssport angesiedelt. Schwerpunkte des Vereins waren Eiskunstlauf, Gewichtheben, Leichtathletik und Schwimmsport.

## Geschichte
1945 als SG Chemnitz Nord entstanden firmierte der Verein von 1948 bis 1950 als BSG Fewa Chemnitz und dann bis 1953 als BSG Chemie Chemnitz. Nachdem Chemnitz am 10. Mai 1953 in Karl-Marx-Stadt umbenannt wurde, hieß der Verein bis 1956 BSG Chemie Karl-Marx-Stadt. Am 3. März 1956 entstand aus der Betriebssportgemeinschaft der Sportclub als SC Motor Karl-Marx-Stadt. Ab 1. Juli 1963 wurde dann das Motor aus dem Vereinsnamen entfernt. Nach der zeitgleichen Auflösung des SC Wismut Karl-Marx-Stadt avancierte der SC Karl-Marx-Stadt zum Bezirkssportclub und existierte unter diesem Namen bis 1990. Nach der Rückbenennung von Karl-Marx-Stadt in Chemnitz hieß der Verein SC Chemnitz.

## Sektionen

### Eiskunstlauf

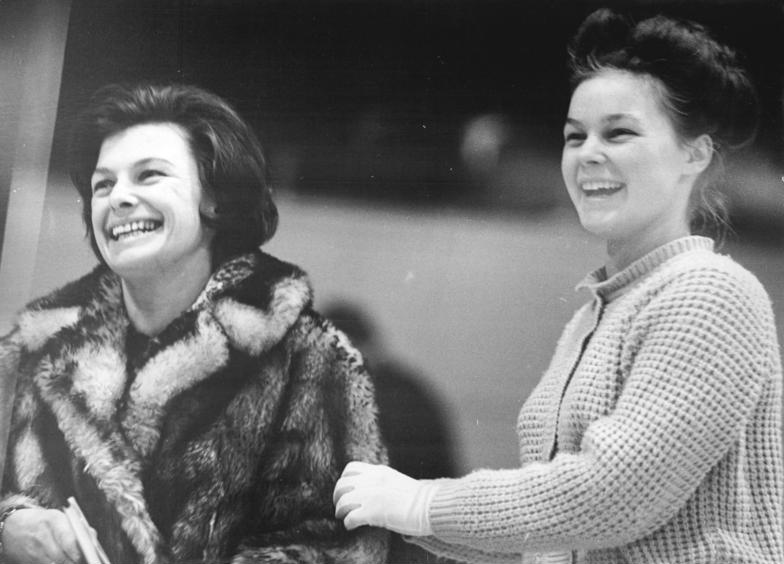
Trainerin Jutta Müller 1964 mit ihrer Tochter Gabriele Seyfert

Mit fünf olympischen Medaillen, elf Weltmeister- und 19 Europameistertiteln war der SC Karl-Marx-Stadt der erfolgreichste Eiskunstlaufverein der DDR. Die Erfolge waren das Ergebnis der Trainerin Jutta Müller, die ihre ersten Erfolge in den 1960er Jahren mit ihrer Tochter Gabriele Seyfert erreichte. Gabriele Seyfert war von 1961 bis 1970 zehnmal in Folge DDR-Meisterin, gewann drei Europameistertitel und zwei Weltmeistertitel und war als Olympiazweite bei den Olympischen Spielen 1968 in Grenoble die erste Eiskunstläuferin der DDR, die eine olympische Medaille gewann. 1968 in Grenoble waren im Männerwettbewerb zwei DDR-Läufer am Start: Günter Zöller und Jan Hoffmann, beide vom SC Karl-Marx-Stadt. Zöller gewann 1970 Bronze bei den Weltmeisterschaften, Jan Hoffmann war mit vier Europameistertiteln, zwei Weltmeistertiteln und einer olympischen Silbermedaille 1980 der erfolgreichste Eiskunstläufer der DDR. Während der Karriere von Jan Hoffmann stieg mit Anett Pötzsch der nächste Schützling von Jutta Müller in die Weltklasse auf. Von 1977 bis 1980 gewann Pötzsch vier Europameistertitel, zwei Weltmeistertitel und die olympische Goldmedaille 1980, die erste olympische Goldmedaille im Eiskunstlauf für die DDR. Nachdem Anett Pötzsch ihre Karriere beendet hatte, begann die Karriere von Katarina Witt, der mit sechs Europameisterschaftstiteln, vier Weltmeistertiteln und zwei Olympiasiegen erfolgreichsten Läuferin des SC Karl-Marx-Stadt. Mit Pötzsch und Witt stellte der Verein mit seiner Trainerin alle Olympiasieger der DDR im Eiskunstlauf.
Neben Jutta Müller war Irene Salzmann die andere Erfolgstrainerin des SC Karl-Marx-Stadt. Unter ihr stiegen Sabine Baeß und Tassilo Thierbach im Paarlauf zur Weltklasse auf. Die beiden gewannen 1982 als einziges DDR-Paar den Weltmeistertitel.
Nachfolgeverein für die Eiskunstläufer und Eisschnellläufer war der Eissportverein Chemnitz (EVC).
1998 machte sich die Abteilung Eiskunstlauf im EVC selbständig und gründete den heutigen Chemnitzer Eislauf-Club e. V. (CEC).

### Eisschnelllauf
Im Gegensatz zur Eiskunstlauf-Sektion brachte die Eisschnelllauf-Sektion nur eine Sportlerin von Weltklasse hervor. Gabi Zange gewann drei olympische Bronzemedaillen, zwölf Weltmeisterschaftsmedaillen und vier Europameistertitel.

### Fußball
Die Fußballer des SC Karl-Marx-Stadt spielten von 1954 bis 1957 und ab 1962 in der DDR-Oberliga. Unter anderem waren die DDR-Nationalspieler Dieter Erler und Eberhard Vogel für den Verein aktiv. Am 15. Januar 1966 wurde die Fußballsektion aus dem Verein herausgelöst und in den FC Karl-Marx-Stadt überführt, den Vorläuferverein des heutigen Chemnitzer FC.

### Gewichtheben

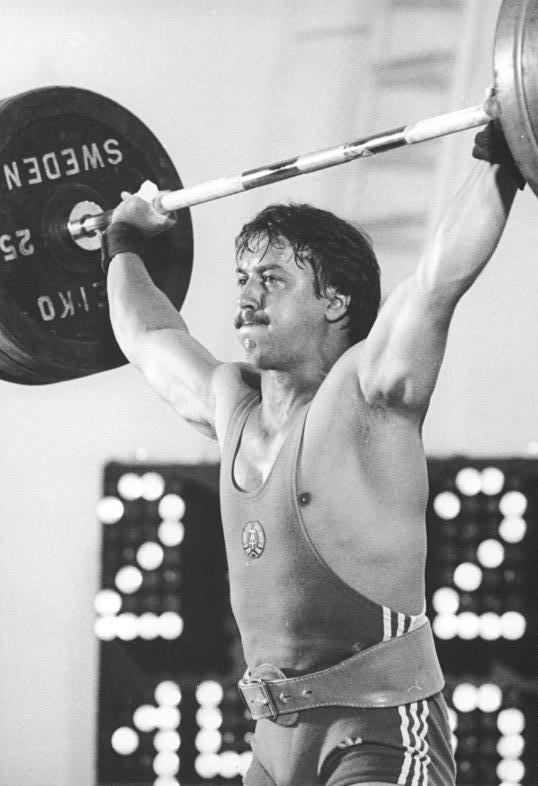
Joachim Kunz gewinnt 1989 bei den DDR-Meisterschaften in Karl-Marx-Stadt

Mit 125 Medaillen bei Olympischen Spielen, Welt- und Europameisterschaften waren die Gewichtheber die zahlenmäßig erfolgreichste Abteilung des SC Karl-Marx-Stadt. Mit einem Olympiasieg, zehn Weltmeister- und zwölf Europameistertiteln erreichten die Gewichtheber allerdings weniger Goldmedaillen als Schwimmer und Eiskunstläufer. Die Erfolgsserie der Heber unter Trainer Klaus Kroll begann zu Beginn der 1970er mit den Schwergewichtlern Stefan Grützner und Gerd Bonk, die beide bei den Olympischen Spielen 1972 in München Medaillen gewannen. Nach Leichtgewichtler Gunter Ambraß Mitte der 1970er stiegen Ende der 1970er gleich mehrere Athleten in die Weltklasse auf: Andreas Letz im Bantamgewicht, Joachim Kunz im Leichtgewicht und Frank Mantek im Mittelgewicht. Nachdem Bonk im Stoßen und Grützner im Reißen bereits Weltmeister geworden waren, siegte Kunz 1981 als erster Gewichtheber des SC Karl-Marx-Stadt im Zweikampf, 1983 konnte er diesen Erfolg wiederholen. Bei den Olympischen Spielen 1988 gewann der Mittelgewichtler Ingo Steinhöfel Silber, Joachim Kunz gewann acht Jahre nach seiner Silbermedaille von 1980 nun olympisches Gold. Er war damit der einzige Olympiasieger der DDR im Gewichtheben.
Ende 1992 wurde der Chemnitzer Athletenclub gegründet, der die Nachfolge der Gewichthebersektion des SC Karl-Marx-Stadt übernommen hat. Neben Ingo Steinhöfel war Marc Huster der erfolgreichste Athlet des Vereins, bis Matthias Steiner nach 2004 aus Österreich nach Chemnitz wechselte.

### Leichtathletik

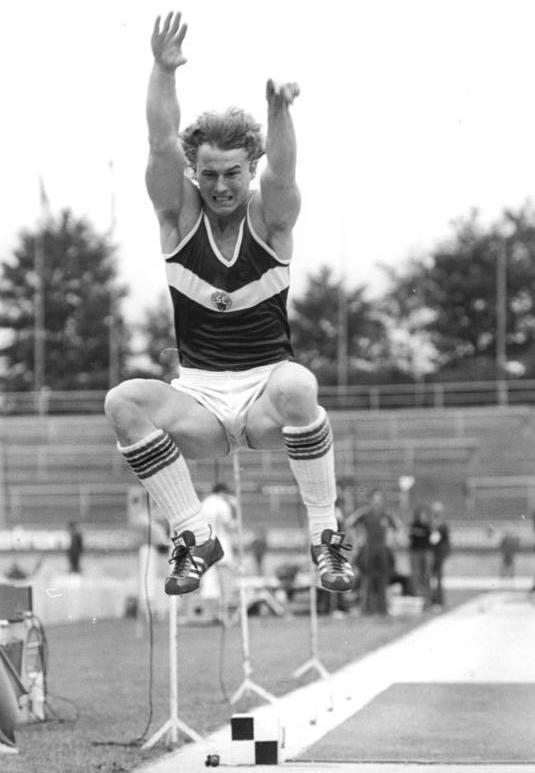
Lutz Dombrowski springt 8,45 Meter (1980)

Mit zwei Olympiasiegen, zwei Weltmeister- und sieben Europameistertiteln waren auch die Leichtathleten des SC Karl-Marx-Stadt recht erfolgreich. Christine Spielberg war 1966 erste Europameisterin des Vereins. 1971 gewann Helga Seidler zwei Europameistertitel, im Jahr darauf siegte sie mit der 4-mal-400-Meter-Staffel der DDR bei den Olympischen Spielen in München. Der Hammerwerfer Jochen Sachse, der Sprinter Alexander Thieme und der Hindernisläufer Frank Baumgartl gewannen 1972 und 1976 ebenfalls olympische Medaillen. Lutz Dombrowski war 1980 in Moskau der einzige deutsche Olympiasieger im Weitsprung, Ute Hommola gewann Bronze im Speerwurf. Zwei Jahre später siegte Dombrowski auch bei den Europameisterschaften in Athen. Bei den ersten Weltmeisterschaften, die 1983 in Helsinki ausgetragen wurde, siegte Bettine Jahn im Hürdenlauf. 1987 in Rom gewann Thomas Schönlebe den 400-Meter-Lauf und Ralf Haber belegte den dritten Platz im Hammerwurf.
Die 4-mal-400-Meter-Staffel des SC Karl-Marx-Stadt mit Thomas Schönlebe und Jens Carlowitz gewann 1987 und 1988 die DDR-Meisterschaft. 1990 bereits als Chemnitzer SC startend siegten Lieder, Carlowitz und Schönlebe sowohl in der Sprintstaffel als auch in der Langstaffel.
1993 schloss sich die Leichtathletik-Sektion des SC Chemnitz mit dem VfL Chemnitz zum LAC Chemnitz zusammen. Für diesen Verein gewannen Lieder, Carlowitz, Schönlebe und Uwe Jahn 1995 und 1996 den Meistertitel in der 4-mal-400-Meter-Staffel.

### Radsport
Die Bahnradfahrer vom SC Karl-Marx-Stadt gewannen bei Olympischen Spielen zwei Silbermedaillen. Sowohl Herbert Richter 1972 als auch Matthias Wiegand 1980 waren Mitglieder des Bahnvierers. Michael Hübner war 1986 Weltmeister im Sprint.

### Schwimmen

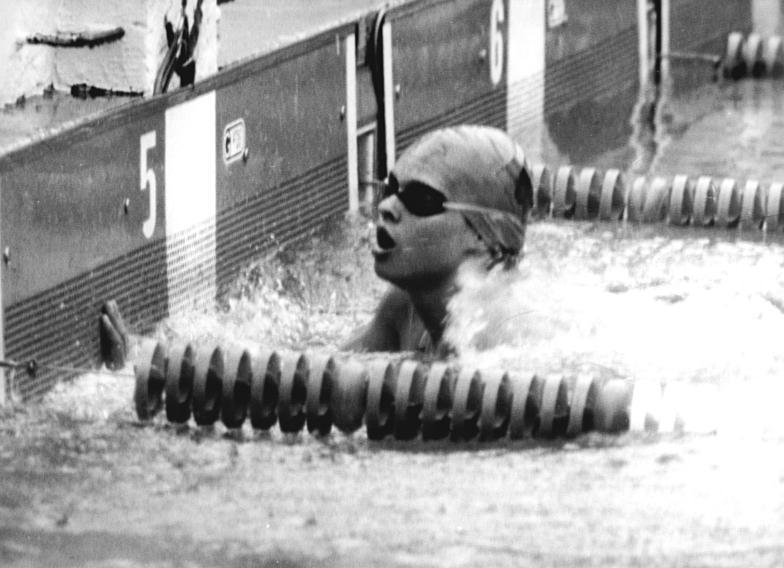
Petra Thümer schwamm 1977 bei den DDR-Meisterschaften Weltrekord über 800 Meter

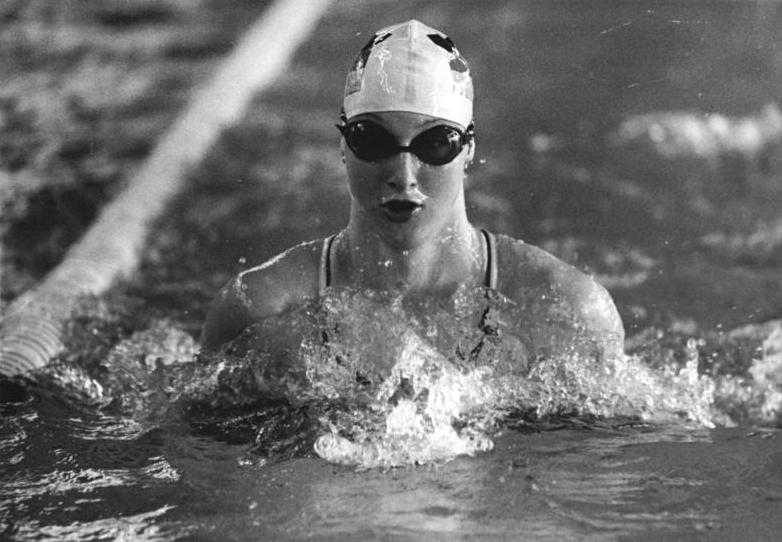
Mit 16 internationalen Medaillen, davon 13 in Gold, war Ute Geweniger die erfolgreichste Schwimmerin des Vereins

Die Sektion Schwimmen gewann bei Olympischen Spielen, Welt- und Europameisterschaften 119 Medaillen, davon 72 in Gold, und war nach Titeln die erfolgreichste Sektion des Vereins. Alfred Müller und Joachim Rother gewannen bei den Europameisterschaften 1966 als erste Schwimmer des Vereins Medaillen. Außer dem Staffelschwimmer Thomas Flemming in den 1980er Jahren sollten dies die einzigen Schwimmer bleiben, die Medaillen nach Karl-Marx-Stadt holten, die großen Erfolge des Schwimmsports der DDR und auch der Karl-Marx-Städter waren Erfolge der Schwimmerinnen. Bei den Olympischen Spielen 1968 gewannen mit Helga Lindner, Uta Schmuck und Sabine Steinbach gleich drei Schwimmerinnen des Vereins Medaillen. Helga Lindner war 1970 erste Europameisterin des Vereins. Bei den ersten Schwimmweltmeisterschaften, die 1973 in Belgrad ausgetragen wurde, gewann Renate Vogel drei Goldmedaillen, Andrea Hübner war zweimal erfolgreich. 1975 in Cali siegte Hannelore Anke dreimal, die Lagenspezialistin Ulrike Tauber war ebenfalls erfolgreich. Bei den Olympischen Spielen 1976 gewannen Schwimmerinnen des SC Karl-Marx-Stadt fünf Goldmedaillen, neben Hannelore Anke mit zwei Titeln und Ulrike Tauber war auch Petra Thümer auf den beiden langen Kraulstrecken erfolgreich. 1980 in Moskau gewannen Ute Geweniger und Ines Diers zwei Goldmedaillen, Ines Geißler und Petra Schneider erschwammen je eine Goldmedaille. Diese Schwimmerinnen waren auch bei Europameisterschaften und den Weltmeisterschaften 1982 erfolgreich. In der zweiten Hälfte der 1980er Jahre war dann die vierfache Weltmeisterin von 1986 Heike Friedrich die erfolgreichste Schwimmerin des Vereins.
Auch bei DDR-Meisterschaften waren die Schwimmerinnen des SC Karl-Marx-Stadt sehr erfolgreich. So war die Lagenstaffel des Vereins von 1970 bis 1972 mit Renate Vogel und Helga Lindner sowie von 1981 bis 1984 mit Ute Geweniger und Ines Geißler DDR-Meister.

### Turnen
Aus der Sektion Turnen ging der KTV Chemnitz hervor.